# Hypoleria wana
Hypoleria wana är en fjärilsart som beskrevs av Hall 1930. Hypoleria wana ingår i släktet Hypoleria och familjen praktfjärilar. Inga underarter finns listade i Catalogue of Life.